# Eugen Brückner
Eugen Brückner (* 20. November 1872 in Berlin; † 4. August 1931 ebenda) war ein deutscher Gewerkschafter und sozialdemokratischer Politiker.

## Leben

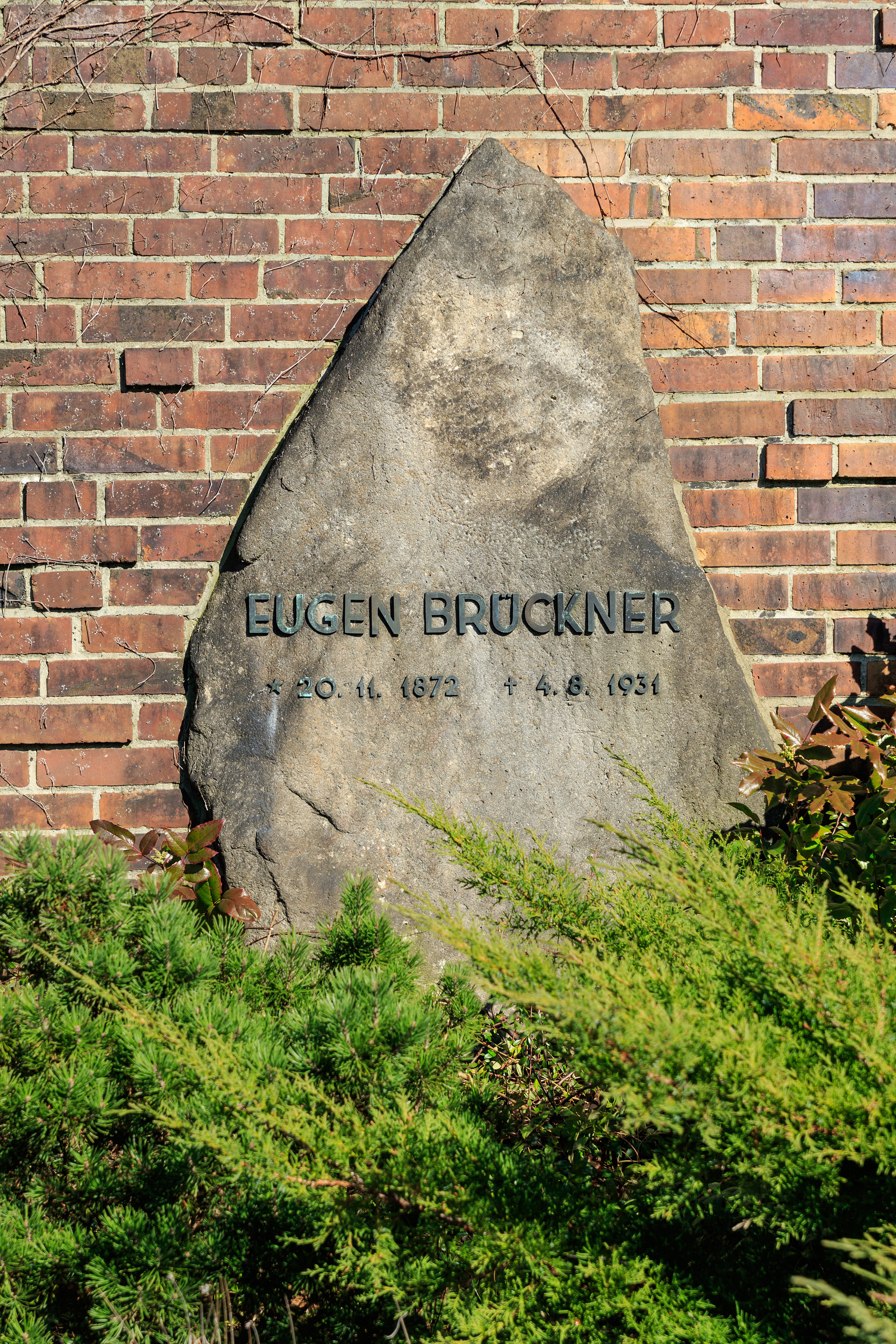
Das Grab von Eugen Brückner

Nach der Volksschule war er bis 1900 Portefeuillergehilfe. Er war Mitglied der SPD und des Deutschen Buchbinderverbandes. Er war seit 1893 zweiter Vorsitzender der Filiale des Buchbinderverbandes in Berlin. Zwischen 1894 und 1897 sowie zwischen 1901 und 1905 war er Vorsitzender der Filiale. Er war außerdem zwischen 1896 und 1899 Mitglied im Gauvorstand des Verbandes. In den Jahren 1899 bis 1901 war er der Vertrauensmann der Lederwarenbranche in Berlin.
Er arbeitete hauptberuflich zwischen 1900 und 1904 als Angestellter der Ortskrankenkasse der Buchbinder in Berlin. Danach war er bis 1921 Arbeitersekretär. Außerdem war er Ausschussmitglied der Gewerkschaftskommission von Berlin. Zwischen 1905 und 1931 war er Mitglied im Hauptvorstand des Buchbinderverbandes.
Zwischen 1910 und 1921 gehörte er der Berliner Stadtverordnetenversammlung an. Seit 1921 war er hauptamtlicher Stadtrat und zuständig für das Arbeitsamt sowie stellvertretender Bürgermeister von Berlin-Friedrichshain. Er kandidierte 1907 und 1912 vergeblich für den Reichstag. Zwischen 1919 und 1931 gehörte er der preußischen Landesversammlung beziehungsweise dem preußischen Landtag an.
Brückner wurde auf dem Zentralfriedhof Friedrichsfelde in Berlin-Lichtenberg beigesetzt. Seine Grabstätte wurde 1950 in die damals von der DDR-Führung neu errichtete Gedenkstätte der Sozialisten integriert und gehört seither zur Reihe der Gräber und Denkmäler an deren Ringmauer.